# Skogslysing
Skogslysing (Lysimachia nemorum) är en växtart i familjen viveväxter som förekommer naturligt från västra och centrala Europa, Sicilien och Balkan till Kaukasus. Numera finns arten naturliserad på många håll i världen. I Sverige är arten sällsynt och förekommer bara i Skåne och Småland. Skogslysing är en växer i fuktiga lövkoga och lundar.

## Synonymer

### Svenska
Litet penningblad.

### Vetenskapliga
Ephemerum nemorum (L.) Rchb.
Godinella nemorum (L.) Spach
Lerouxia nemorum (L.) Mérat
Lysimachia nemoralis Salisb.
Lysimachia nemoralis St.-Lag. nom. illeg.
Nummularia sylvatica Gray nom. illeg.